# Ornithoctona nitens
Ornithoctona nitens är en tvåvingeart som först beskrevs av Jacques-Marie-Frangile Bigot 1885.  Ornithoctona nitens ingår i släktet Ornithoctona och familjen lusflugor. Inga underarter finns listade i Catalogue of Life.